# Lex Publilia de sponsu
Die Lex Publilia de sponsu war ein wohl auf den Konsul Quintus Publilius Philo zurückgehendes Plebiszit, das dieser wahrscheinlich in seiner zweiten Amtszeit im Jahr 327 v. Chr. rogiert hatte. Die entschieden plebejerfreundliche Norm gewährte dem Sponsionsbürgen (sponsio) eine Klage (legis actio), mittels derer er Rückgriff auf den Hauptschuldner halten konnte. Die Zwangsvollstreckungsmaßnahmen der legis actio per manus iniectionem durfte der Bürge sechs Monate nach Begleichung des Kredits beim Gläubiger auslösen. Die lange Frist diente nicht nur dem Interesse des Bürgen, sondern auch dem Schutz des Hauptschuldners, dem damit weitere Zahlungsfrist eingeräumt war.
Die Norm entstand im Zusammenhang der Herausbildung der patrizisch-plebejischen Nobilität. Q. Publilius Philo soll einem plebejischen Geschlecht entstammt sein. Die gesetzliche Verankerung der Klage sollte vornehmlich reiche plebejische Familien vor weniger vermögenden Patriziern schützen, die zuvor keine ausreichenden Klagemöglichkeiten hatten.